# هوئکاس
هوئکاس (به اسپانیایی: Huecas) یک شهرستان در اسپانیا است که در استان تولدو واقع شده‌است.

## خصوصیات
هوئکاس ۲۷ کیلومترمربع مساحت و ۵۰۶ نفر جمعیت دارد و ۵۵۵ متر بالاتر از سطح دریا واقع شده‌است.